# ینقل
 شهرستان ینقل (به عربی:  ولایة ینقل ) یکی از شهرستانهای استان ظاهره در کشور پادشاهی عمان است.  

## جمعیت
جمعیت آن  در حدود  ۱۷۷۷۹ هزار نفر می‌باشد.